# Municipio de Lincoln (condado de Holt)
El municipio de Lincoln (en inglés: Lincoln Township) es un municipio ubicado en el condado de Holt en el estado estadounidense de Misuri. En el año 2010 tenía una población de 58 habitantes y una densidad poblacional de 0,92 personas por km².

## Geografía
El municipio de Lincoln se encuentra ubicado en las coordenadas 40°14′28″N 95°26′7″O / 40.24111, -95.43528. Según la Oficina del Censo de los Estados Unidos, el municipio tiene una superficie total de 62.87 km², de la cual 60,65 km² corresponden a tierra firme y (3,54 %) 2,22 km² es agua.

## Demografía
Según el censo de 2010, había 58 personas residiendo en el municipio de Lincoln. La densidad de población era de 0,92 hab./km². De los 58 habitantes, el municipio de Lincoln estaba compuesto por el 96,55 % blancos y el 3,45 % eran de una mezcla de razas. Del total de la población el 0 % eran hispanos o latinos de cualquier raza.